# Ilka von Boeselager

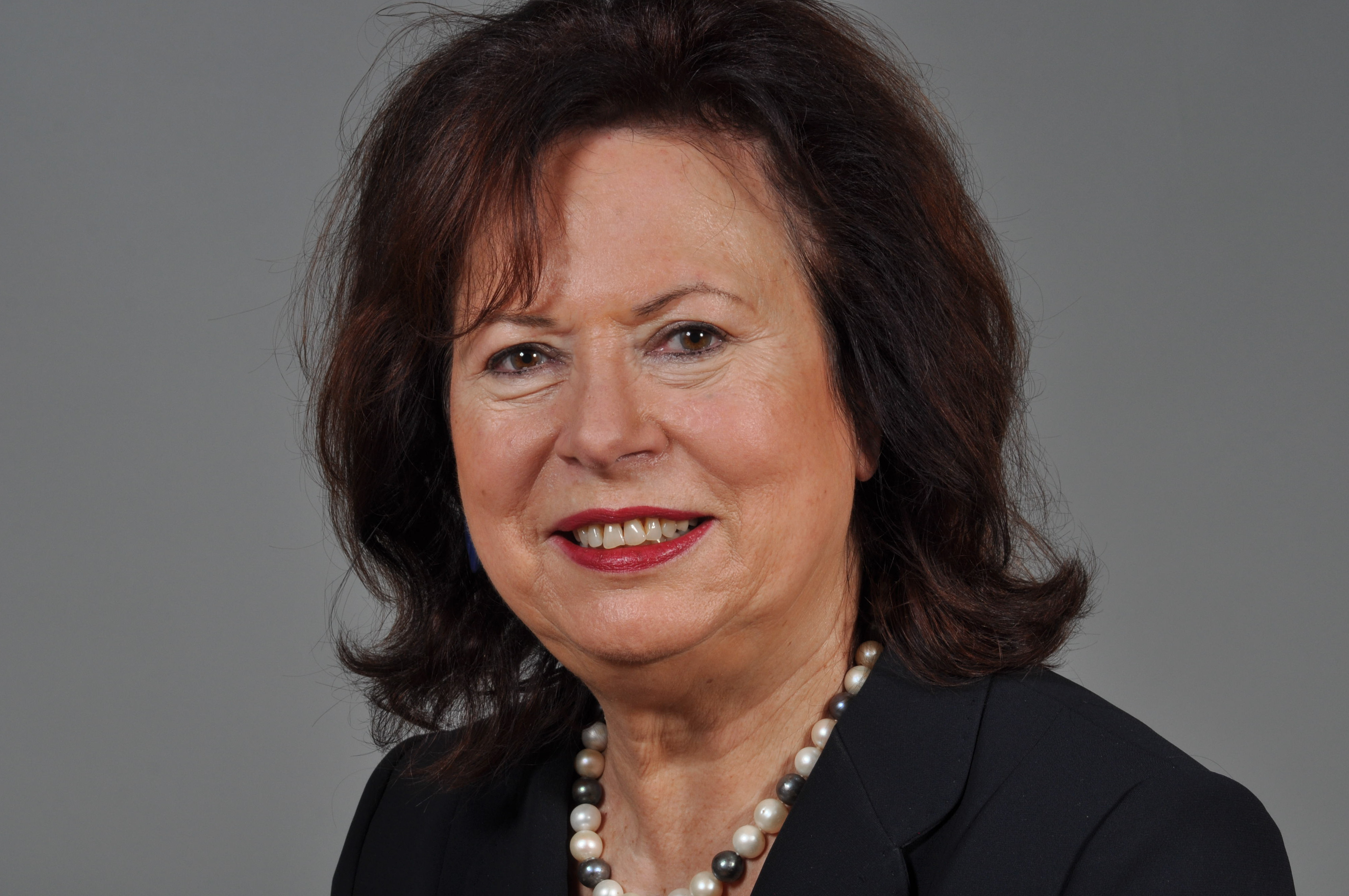
Ilka Freifrau von Boeselager (2013)

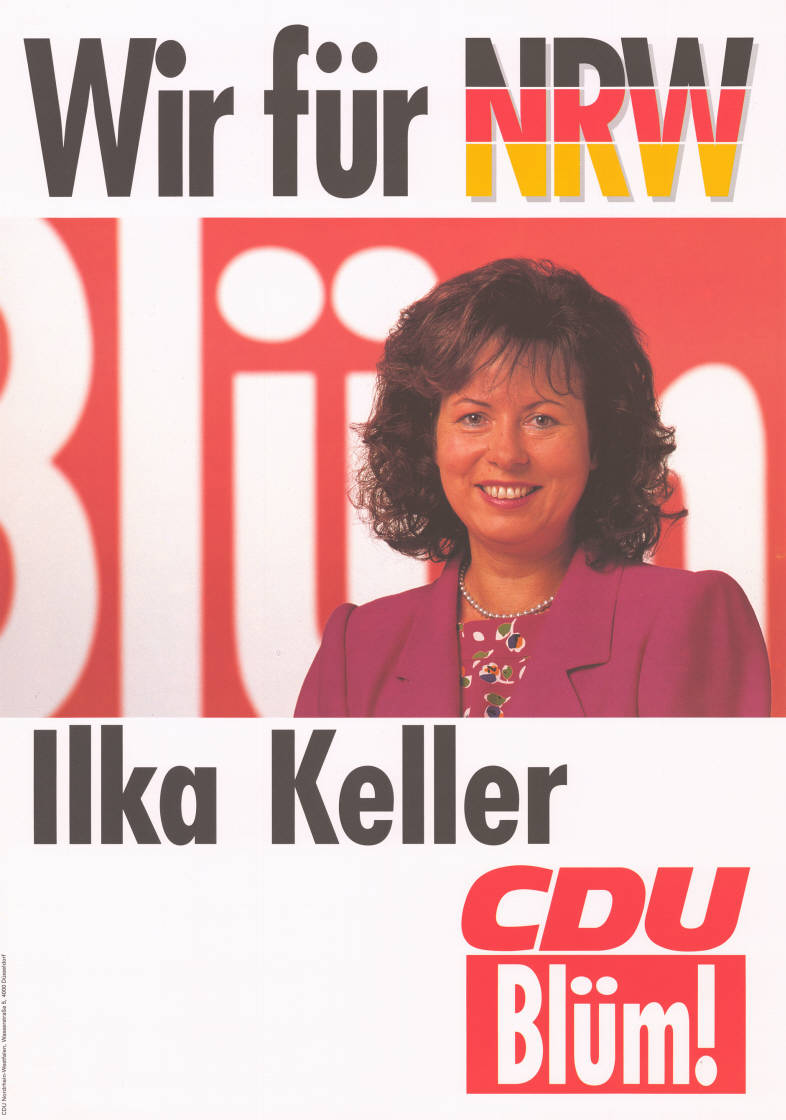
Ilka Keller auf einem Wahlplakat zur Landtagswahl 1990

Ilka Freifrau von Boeselager, geborene Bodewig, geschiedene Keller (* 21. August 1944 in Bad Wiessee), ist eine ehemalige deutsche Politikerin (CDU). Von 1990 bis 2017 war sie Mitglied des Landtages Nordrhein-Westfalen.

## Berufliche Entwicklung
Nach Schulabschluss im Jahr 1961 mit der Fachhochschulreife absolvierte sie bis 1964 eine Ausbildung zur Reiseverkehrskauffrau. Bis zum Jahr 1985 war sie in Reisebüros tätig, zuletzt als Büroleiterin und Mitglied der Geschäftsleitung. Seit 1985 ist von Boeselager Unternehmerin in der Tourismusbranche. Sie gründete eine mittelständische Reisebüro-Kette im Großraum Köln/Bonn. Seit Januar 2017 leitet ihre Tochter das Unternehmen als Geschäftsführerin.

## Politische Entwicklung
Ilka von Boeselager trat 1973 in die CDU ein. Von 1974 bis 1989 war sie Mitglied des Rates der Gemeinde Swisttal und zudem von 1974 bis 1985 Vorsitzende der Frauen-Union Swisttal. 1979 wurde sie in den Kreistag des Rhein-Sieg-Kreises gewählt, dem sie bis 1994 angehörte. Zwischen 1995 und 2001 übernahm von Boeselager den Vorsitz des CDU-Gemeindeverbandes Swisttal. Sie engagierte sich viele Jahre lang in den CDU-Vorständen von Kreis und Land.
Sie vertrat in den Legislaturperioden von 1990 bis 2017 als jeweils direkt gewählte Abgeordnete den Landtagswahlkreis Rhein-Sieg-Kreis III im Landtag Nordrhein-Westfalen. Sie war während ihrer Parlamentszugehörigkeit unter anderem Sprecherin der CDU-Landtagsfraktion für Europa- und Eine-Welt-Politik, kultur- und agrarpolitische Sprecherin, ordentliches Mitglied im Wirtschaftsausschuss und im Ältestenrat des Landtages. Von Boeselager war über viele Jahre hinweg Mitglied des Verwaltungsrates des Westdeutschen Rundfunks Köln (WDR).

## Engagement
Ilka von Boeselager war Schirmherrin der Stiftung „Integrative Behindertenarbeit“ der evangelischen Kirchengemeinden Meckenheims, Rheinbachs und Swisttals. Der Stiftung ist zwischenzeitlich ebenfalls die evangelische Kirchengemeinde Wachtbergs beigetreten. Sie heißt heute Stiftung „Inklusion gemeinsam gestalten“. Von Boeselager war Mitglied im Kuratorium der Stiftung Entwicklung und Frieden.

## Familie
Ilka von Boeselagers Ehemann gehört zur Familie Boeselager. Sie ist Mutter zweier Kinder.

## Schriften
- Mit Mut zum Leben. Barton Verlag, Weilerswist-Metternich 2022, ISBN 978-3-934648-54-8.